# Mambarilla narosides
Mambarilla narosides är en fjärilsart som beskrevs av Erich Martin Hering 1931. Mambarilla narosides ingår i släktet Mambarilla och familjen snigelspinnare. Inga underarter finns listade i Catalogue of Life.